# 查逢盛
查逢盛，辽阳后卫（今辽宁辽阳）人，是一名清朝政治人物。
查逢盛曾于1652年接替随登云任嘉定县知县一职，1654年由刘宏德接任。